# Simeis 147
Simeis 147, ook bekend als de Spaghettinevel, SNR G180.0-01.7 of Sharpless 2-240, is een supernovarestant (SNR) in de Melkweg, op de grens tussen de sterrenbeelden Voerman en Stier. Hij werd in 1952 ontdekt op de Crimean Astrophysical Observatory met een 63,5 cm Schmidt-Cassegrain telescoop en is moeilijk waar te nemen vanwege zijn extreem lage helderheid.
Het nevelachtige gebied is vrij groot met een bijna bolvormige schil en een filamenteuze structuur. Het overblijfsel heeft een schijnbare diameter van ongeveer 3 graden, een geschatte afstand van ongeveer 3000 (±350) lichtjaar, en een leeftijd van ongeveer 40.000 jaar.
Men neemt aan dat na zijn supernova-explosie een snel ronddraaiende neutronenster  in de kern van de nevel is achtergebleven, bekend als pulsar PSR J0538+2817, die een sterk radiosignaal uitzendt.